# Kalil Sehbe
Kalil Sehbe Neto ou simplesmente Kalil Sehbe (Caxias do Sul, 15 de maio de 1961) é um administrador e político brasileiro filiado ao Partido Democrático Trabalhista (PDT).

## Carreira política
Nas eleições municipais de Caxias do Sul em 1988, foi eleito vereador pelo PMDB com 2.115 votos.
Nas eleições estaduais de 1990, concorreu ao cargo de deputado estadual, pelo PRN conseguindo 12.904 votos e ficando como suplente.
Nas eleições municipais de Caxias do Sul em 1992, foi reeleito vereador agora pelo PDT com 1.970 votos.
Nas eleições estaduais de 1994, concorreu ao cargo de deputado estadual, pelo PDT conseguindo 16.842 votos e ficando como suplente,mas chegou a assumir o mandato parlamentar, na vaga do deputado Glênio Lemos.
Nas eleições estaduais de 1998, foi eleito deputado estadual, pelo PDT conseguindo 31.921 votos.
Nas eleições municipais de Caxias do Sul em 2000, foi candidato ao cargo de  prefeito pelo PDT conseguindo 17.194 votos, ficando em terceiro e último lugar, na ocasião no primeiro turno o primeiro colocado foi Pepe Vargas do PT com 94.923 votos, José Ivo Sartori do PMDB ficou em segundo com 84.989 votos, ambos indo ao segundo turno; no qual Pepe Vargas foi eleito com 	103.015 votos e José Ivo Sartori conseguiu 102.191 votos.
Nas eleições estaduais de 2002, foi reeleito deputado estadual, pelo PDT conseguindo 42.794 votos.
Nas eleições estaduais de 2006, foi novamente reeleito deputado estadual, pelo PDT conseguindo 47.438 votos.
Nas eleições estaduais de 2010, concorreu ao cargo de deputado federal, pelo PDT conseguindo 43.525 votos e ficando como suplente.
Ainda em 2010, foi um dos Deputados Estaduais do Rio Grande do Sul que votou a favor do aumento de 73% nos próprios salários em dezembro, fato esse que gerou uma música crítica chamada "Gangue da Matriz" composta e interpretada pelo músico Tonho Crocco, que fala em sua letra os nomes dos 36 deputados (inclusive o de Kalil Sehbe) que foram favoráveis a esse autoconcedimento salarial; Giovani Cherini como presidente da Assembleia Legislativa do Rio Grande do Sul na ocasião entrou com uma representação contra o músico, Cherini falou que era um crime contra honra e o título era extremamente agressivo e fazia referência a criminosos que mataram o jovem Alex Thomas, na época Adão Villaverde que se tornou o sucessor na presidência da Assembleia Legislativa, expressou descontentamento discordando da decisão de Cherini, mas em agosto do mesmo ano o próprio Giovani Cherini ingressou com petição pedindo o arquivamento contra o músico com a alegação que não era vítima no processo (seu nome não aparecia na letra, pois como presidente do parlamento gaúcho na ocasião não podia votar) e que defendia a liberdade de expressão, na época Tonho recebeu apoio de uma loja que espalhou 20 outdoors pela capital Porto Alegre e também imenso apoio por redes sociais.
Nas eleições estaduais de 2014, concorreu novamente ao cargo de deputado estadual, pelo PDT conseguindo 27.741 votos e ficando como suplente.
Em 2022, o ex-deputado Kalil Sehbe recebeu a Medalha do Mérito Farroupilha, considerada a mais alta honraria concedida pelo Parlamento gaúcho, a medalha foi entregue pelo presidente da Casa na ocasião, deputado Valdeci Oliveira (PT), e pelo deputado Gerson Burmann (PDT), que foi o proponente da homenagem.

## Desempenho eleitoral
| Ano  | Eleição                       | Cargo             | Partido | Votos        | Resultado   |
| ---- | ----------------------------- | ----------------- | ------- | ------------ | ----------- |
| 1988 | Municipal de Caxias do Sul    | Vereador          | PMDB    | 2.115 votos  | Eleito      |
| 1990 | Estadual do Rio Grande do Sul | Deputado estadual | PRN     | 12.904 votos | Suplente    |
| 1992 | Municipal de Caxias do Sul    | Vereador          | PDT     | 1.970 votos  | Reeleito    |
| 1994 | Estadual do Rio Grande do Sul | Deputado estadual | PDT     | 16.842 votos | Suplente[a] |
| 1998 | Estadual do Rio Grande do Sul | Deputado estadual | PDT     | 31.921 votos | Eleito      |
| 2000 | Municipal de Caxias do Sul    | Prefeito          | PDT     | 17.194 votos | Não eleito  |
| 2002 | Estadual do Rio Grande do Sul | Deputado estadual | PDT     | 42.794 votos | Reeleito    |
| 2006 | Estadual do Rio Grande do Sul | Deputado estadual | PDT     | 64.523 votos | Reeleito    |
| 2010 | Estadual do Rio Grande do Sul | Deputado federal  | PDT     | 43.525 votos | Suplente    |
| 2014 | Estadual do Rio Grande do Sul | Deputado estadual | PDT     | 27.741 votos | Suplente    |

Notas
[a] ^  Chegou a assumir o mandato parlamentar, na vaga do deputado Glênio Lemos.